# John Suckling

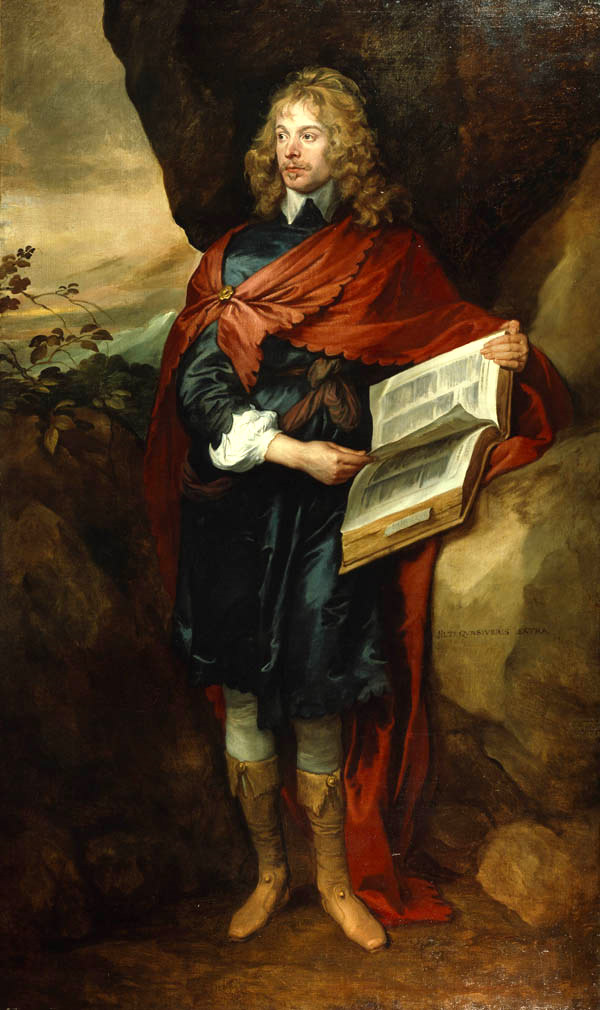
John Suckling von Anthonis van Dyck

Sir John Suckling (* 10. Februar 1609 in Whitton, Middlesex; † 1642 in Paris) war ein englischer Höfling, Dichter und Dramatiker, der zu den Cavalier poets gezählt wird.
Suckling stammte aus einer angesehenen Familie aus Norfolk, studierte ab 1623 in Cambridge und ab 1627 am Gray’s Inn. Beim Tod seines Vaters 1626 erbte er bedeutenden Grundbesitz. 1630 wurde er als Knight Bachelor geadelt. Suckling diente in den Niederlanden und unter Gustav II. Adolf im Dreißigjährigen Krieg und ab Mai 1632 wieder am englischen Hof. Er war Gentleman of the Privy Chamber bei König Karl I. und am Hof als Spieler (Karten, Bowling)- man schrieb ihm die Erfindung von Cribbage zu – und wegen amouröser Affären bekannt. Er war ein Freund der Dichter Thomas Carew, Richard Lovelace und William Davenant. 1639 nahm er an der Seite von Karl I. an den Bischofskriegen teil mit einer eigenen, von ihm ausgerüsteten Truppe. 1641 nahm er an einer Verschwörung teil, um den Earl of Strafford aus dem Tower zu befreien. Als diese aufflog floh er nach Frankreich, wo er wahrscheinlich Suizid mit Gift beging.
Von ihm stammen vier Theaterstücke, darunter die Tragödie Aglaura (veröffentlicht 1638), die zweimal vor Karl II. aufgeführt wurde und sein Gedicht Why so pale and wan, fond lover ? enthielt, und die Komödie The Goblins (1638), die von Shakespeare’s „Der Sturm“ inspiriert war. Er ist aber vor allem für seine Gedichte bekannt, unter anderem A ballad upon a wedding und das satirische A sessions of the poets.
Sein Werk erschien überwiegend 1646 postum als Fragmenta aurea.